# Yūko Daike
Yūko Daike (jap. 大家由祐子 Daike Yūko; ur. 9 sierpnia 1971 roku w Kōchi w Japonii) – japońska aktorka filmowa, znana głównie ze współpracy z Takeshim Kitano.

## Filmografia

### TV Drama
- Iryu Sosa 3 (TV Asahi 2013) jako Megumi Omori (ep1-2)
- Resident: Story of 5 Interns | Rejidento-5nin no Kenshui (TBS 2012) jako Yoko Yamashita (ep.1)
- Mousou Sousa ~ Associate Professor Kuwagata Koichi Stylish Na Seikatsu (TV Asahi 2012) jako Akiko Tobita (ep.7)
- Honboshi: Shinri Tokusou Jikenbo (TV Asahi 2011) – (ep2)
- Aibou: Season 7 (TV Asahi 2008-2009) – (ep8)
- Otokomae! (NHK 2008) – (ep11)
- Aibou: Season 4 (TV Asahi 2005-2006)

### Filmy
- The Crone (2013) jako Saki Uesaka
- Yakuza – Busting Girls: Duel In Hell (2010)
- 14 Year Old Harawata (2009)
- Chacha tengai no onna (2007)
- Rampo jigoku (2005)
- Inu no eiga (2005)
- Jisatsu manyuaru 2: chuukyuu-hen (2003) jako Masae Isoyama
- Zatōichi (2003) jako Gejsza Okinu Naruto
- Lalki (2002) jako Młoda Ryouko
- Ju-on 2 (2000) jako Kyôko Suzuki
- Ju-on (2000) jako Kyôko Suzuki
- Kikujiro no natsu (1999) jako Matka Masao
- D-Zaka no satsujin jiken (1998) jako Mayumi Hanazaki
- Hana-bi (1997) jako Wdowa po Tanace
- Powrót przyjaciół (1996) jako Sachiko